# Herbster (Wisconsin)
Herbster es un lugar designado por el censo ubicado en el condado de Bayfield en el estado estadounidense de Wisconsin. En el Censo de 2010 tenía una población de 104 habitantes y una densidad poblacional de 7,21 personas por km².

## Geografía
Herbster se encuentra ubicado en las coordenadas 46°50′32″N 91°14′31″O / 46.84222, -91.24194. Según la Oficina del Censo de los Estados Unidos, Herbster tiene una superficie total de 14.43 km², de la cual 14.43 km² corresponden a tierra firme y (0%) 0 km² es agua.

## Demografía
Según el censo de 2010, había 104 personas residiendo en Herbster. La densidad de población era de 7,21 hab./km². De los 104 habitantes, Herbster estaba compuesto por el 98.08% blancos, el 0% eran afroamericanos, el 0% eran amerindios, el 0% eran asiáticos, el 0% eran isleños del Pacífico, el 0.96% eran de otras razas y el 0.96% pertenecían a dos o más razas. Del total de la población el 1.92% eran hispanos o latinos de cualquier raza.